# Michael Britton
Michael L. Britton (* um 1950) ist ein US-amerikanischer Filmschaffender, der 1980 für und mit dem Kurzfilm The Solar Film zusammen mit Saul Bass für einen Oscar nominiert war.

## Biografie
Britton begann seine Karriere beim Film 1972 als Produktionsassistent für das Filmdrama Bill McKay – Der Kandidat, in dem Robert Redford die Titelrolle spielte. Auch die im selben Jahr veröffentlichten Filme Jeremiah Johnson und Vier schräge Vögel, für die Britton wiederum als Produktionsassistent tätig war, waren mit Robert Redford in der Hauptrolle besetzt. Das traf auch auf Brittons Filme So wie wir waren (1973) und Tollkühne Flieger (1975) zu. Auch der Politthriller Die drei Tage des Condor von 1975 war wiederum mit Robert Redford besetzt, die weibliche Hauptrolle hatte Faye Dunaway inne. Britton war als Standortkoordinator im Einsatz. Für den 1976 veröffentlichten Politthriller Die Unbestechlichen, der die Watergate-Affäre zum Inhalt hat, trat Britton als Co-Produzent auf. Dustin Hoffman und wiederum Robert Redford spielten die Hauptrollen.
Für den Kurzfilm The Solar Film, dessen Produzent Britton war, erhielt er zusammen mit Saul Bass eine Oscarnominierung. Der Film, der sich mit der Rolle der Sonne auseinandersetzt, die unser Leben erst ermöglicht, konnte sich jedoch nicht gegen Ron Ellis’ und Sarah Pillsburys Film Board and Care durchsetzen, der die Liebe zweier geistig behinderter Menschen in den Mittelpunkt stellt. Im selben Jahr war Britton wiederum an einem Film von Redford beteiligt. Redford gab sein Regiedebüt in dem Filmdrama Eine ganz normale Familie, Britton stand ihm als Regieassistent zur Seite. Der Film wurde mit vier Oscars und dem Directors Guild of America Award ausgezeichnet, der auch an Michael Britton ging.  

## Filmografie (Auswahl)
- 1972: Bill McKay – Der Kandidat (The Candidate; als Produktionsassistent)
- 1972: Jeremiah Johnson (als Produktionsassistent)
- 1972: Vier schräge Vögel (The Hot Rock; als Produktionsassistent)
- 1973: So wie wir waren (The Way We Were, VerWT Cherie Bitter; Regieassistenz)
- 1975: Tollkühne Flieger (The Great Waldo Pepper; als lokaler Manager)
- 1975: Die drei Tage des Condor (Three Days of the Condor; als Standortkoordinator)
- 1976: Die Unbestechlichen (All the President’s Men; als Co-Produzent)
- 1979: Der elektrische Reiter (The Electric Horseman; als Produktionsmitarbeiter)
- 1980: The Solar Film (Kurzfilm; als Produzent)
- 1980: Eine ganz normale Familie (Ordinary People; zweiter Regieassistent)

## Auszeichnungen
Oscarverleihung 1980
- Oscarnominierung für und mit dem Kurzfilm The Solar Film
in der Kategorie „Bester Kurzfilm“ gemeinsam mit Saul Bass

Directors Guild of America Award, USA 1981
- Ausgezeichnet mit dem DGA Award in der Kategorie „Hervorragende Regie“
für den Film Eine ganz normale Familie gemeinsam mit Robert Redford, Ronald L. Schwary und Steve Perry